# Niederdreisbach
Niederdreisbach település Németországban, Rajna-vidék-Pfalz tartományban. Lakosainak száma 859 fő (2023. december 31.).

## Népesség
A település népességének változása:
| Lakosok száma | 918  | 854  | 846  | 875  | 862  | 859  |
|               | 1975 | 2017 | 2019 | 2021 | 2022 | 2023 |